# Giovanni Dupré

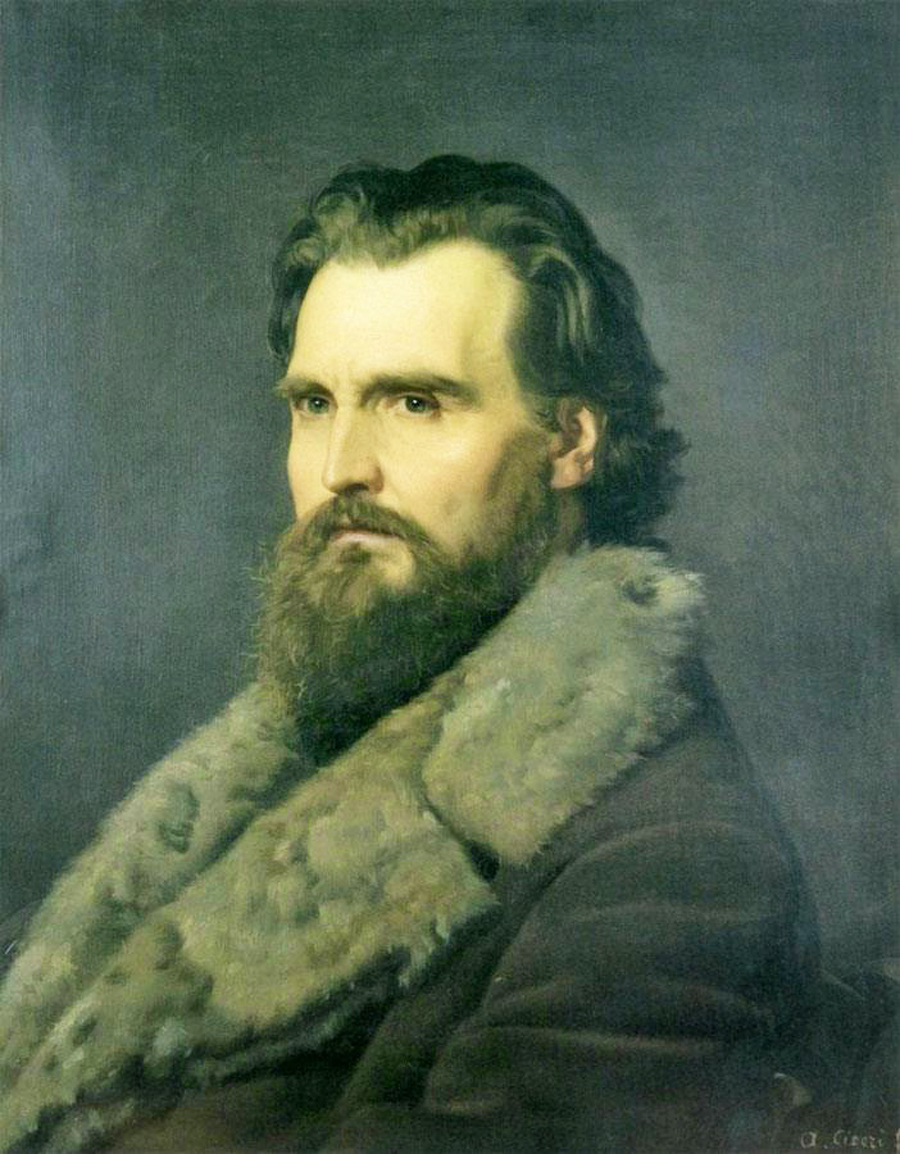
Giovanni Dupré, Porträt von Antonio Ciseri

Giovanni Dupré (* 1. März 1817 in Siena; † 10. Januar 1882 in Florenz) war ein italienischer Bildhauer und Medailleur.

## Leben
Dupré war der Sohn des Holzschneiders Francesco Dupré († 1854 während einer Choleraepidemie) und dessen Frau Vittoria (geborene Lombardi; † um 1840) Sein Vater gehörte einer sienesischen Familie französischer Abstammung an. Der Großvater, Lorenzo Dupré, war ein Tuchhändler, der in wohlhabenden Verhältnissen lebte und seinen Kindern eine gute Ausbildung ermöglichen konnte, bis er durch finanzielle Rückschläge verarmte. Daher hatte der Vater seine Ausbildung abbrechen und das Handwerk des Tiefdrucks oder der Holzschnitzerei erlernen müssen. Hinzu kamen eine frühe Heirat und die zusätzliche finanzielle Last einer anwachsenden Familie, die es erschwerte, den Unterhalt zu verdienen. Seine Mutter Vittoria galt als anmutig und war als „die schöne Dame“ bekannt. Die prekäre familiäre Situation führte dazu, dass sie nach Florenz umziehen mussten und der damals erst fünf Jahre alte Dupré dazu bestimmt war, das Handwerk seines Vaters zu erlernen. Daher begleitete er den Vater zu dessen Arbeitsstelle in Pistoia, wo sie gemeinsam in einem gemieteten Zimmer lebten. Da er die Trennung von der Mutter nicht auf Dauer ertrug, lief er, ungefähr sieben Jahre alt, allein den Weg von Pistoia bis nach Florenz. Der Vater holte ihn zurück und bestrafte ihn hart. So begann Dupré schon früh unter der Anleitung seines Vaters als Bildschnitzer zu arbeiten. Zwei Jahre später begleitete er den Vater nach Siena, wo dieser Arbeit gefunden hatte. Hier erhielt er in der Akademie von Siena Unterricht im Zeichnen. Im Jahr 1826 begann er in der Werkstatt des Graveurs und Kupferstechers Paolo Sani in Florenz zu arbeiten. In Florenz lernte er Maria Mecocci kennen, verliebte sich in sie und nahm sie 1836 zur Frau. Etwa in diesem Jahr traf er den jungen Bildhauer Luigi Magi, der ihn zum Studium und zur Beschäftigung mit der Marmorbildhauerei veranlasste. 1840 konnte er mit einem Flachrelief, das das Urteil des Paris darstellt, den ersten Preis der Akademie gewinnen. Er hatte unter der Leitung Luigi Magis bereits kleine Figuren und ein oder zwei Büsten in Marmor ausgeführt.

## Wirken als Bildhauer

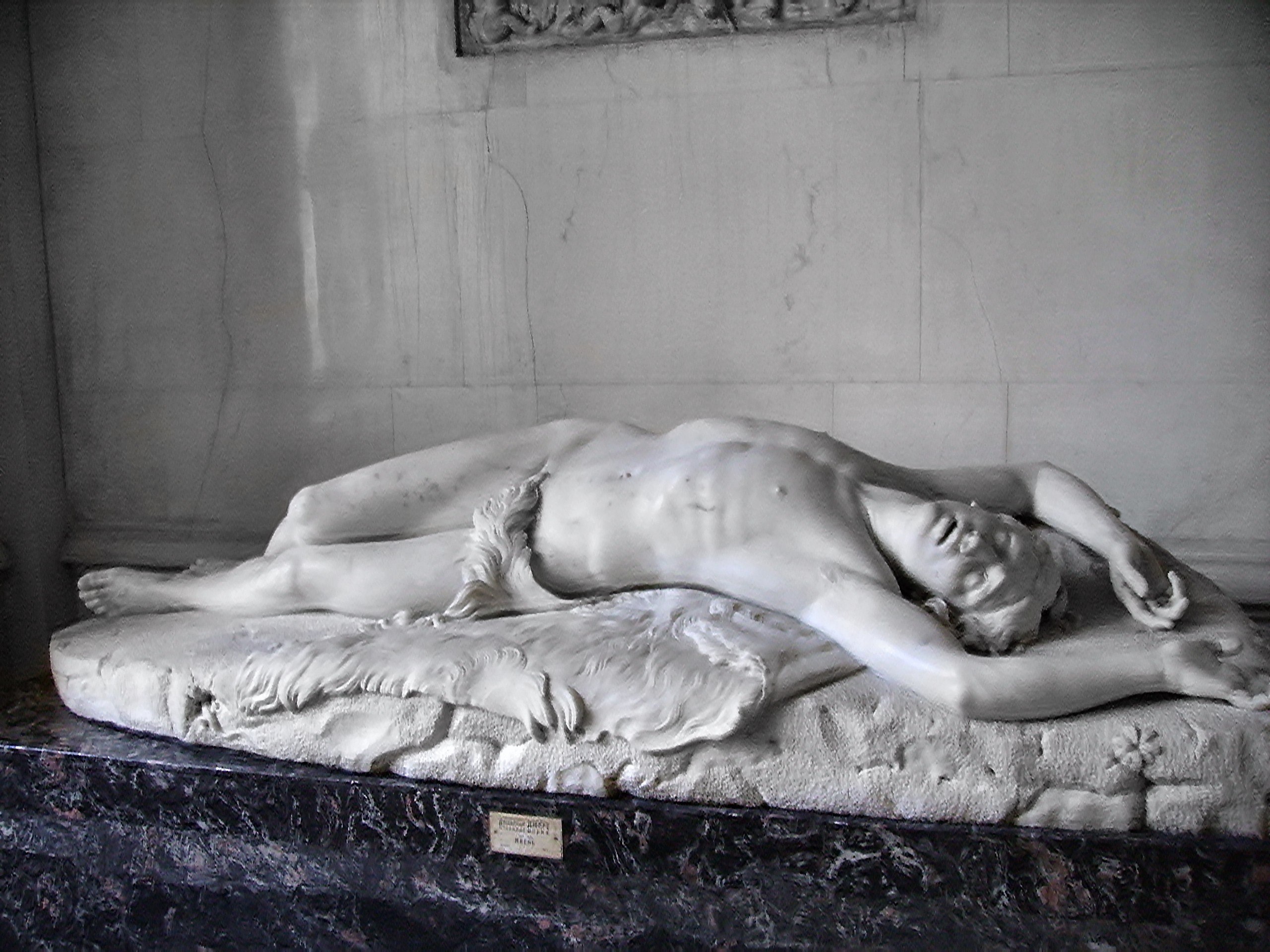
Abel-Skulptur von Giovanni Dupré, Eremitage (Sankt Petersburg)

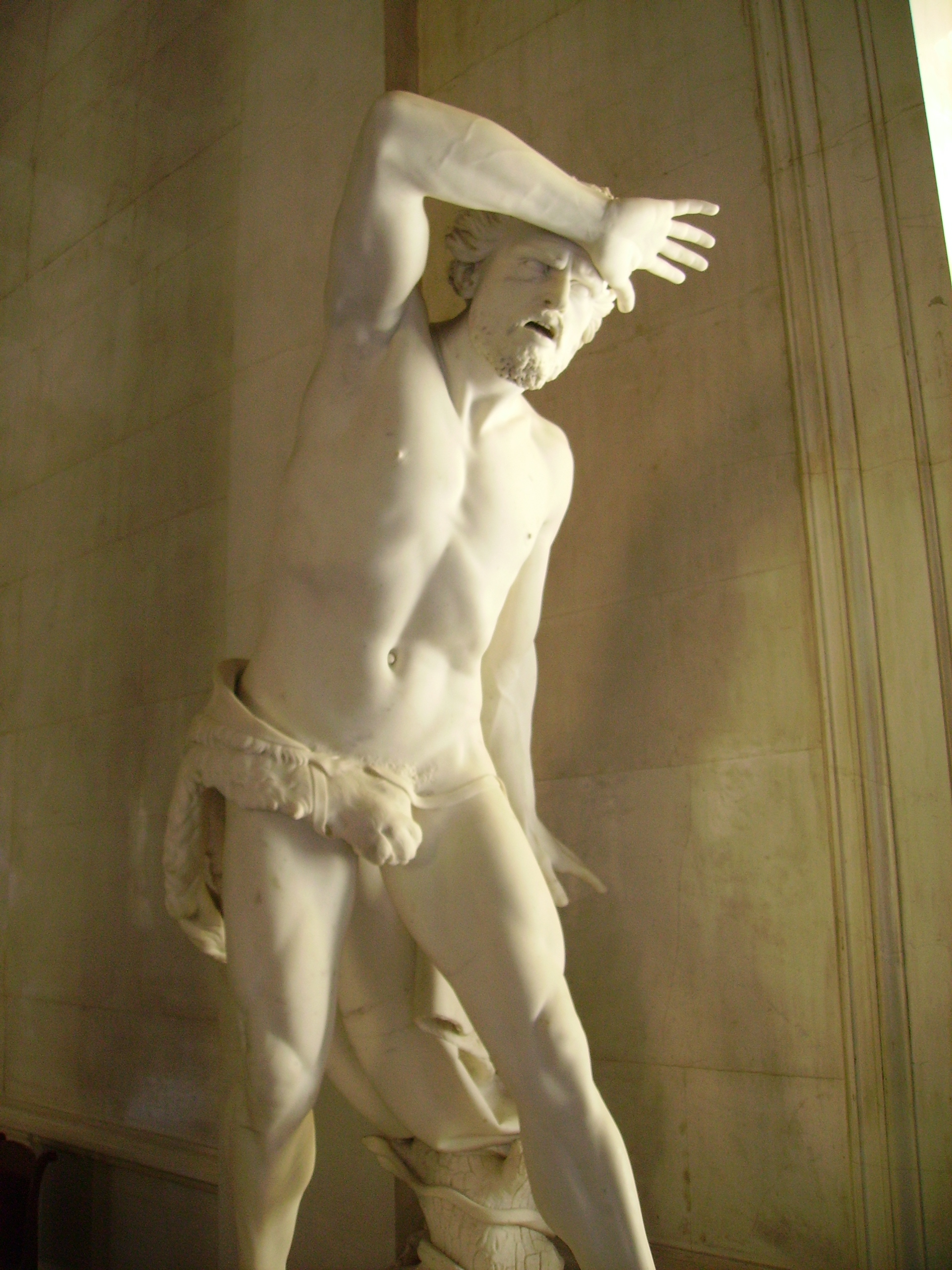
Kain-Skulptur von Giovanni Dupré, Eremitage (Sankt Petersburg)

Sein erstes bedeutendes Werk war eine 1842 in Marmor ausgeführte Skulptur des Abel. Die Großherzogin Marie von Russland beauftragte ihn 1844 mit der Ausführung einer Statue von Kain, die er im Folgejahr fertigstellte. In den folgenden Jahren entstanden die Marmorfiguren Giotto und ein Sant’Antonio für die Uffizien und ein Pius II. für San Domenico in Siena. Als er sich 1856 auf einer Reise nach Neapel befand, sah er in Rom das Monument, das Antonio Canova von Pius VI. angefertigt hatte. Dies beeinflusste Dupré und gab seinem Streben eine andere Richtung und er wandte sich dem Neoklassizismus zu. Diese nun mehr allegorische Auffassung, war der Harmonie seiner Werke nicht zuträglich. Das erste dieser Art war eine Sappho, die mit zersprungener Leier in melancholischem Nachdenken auf einem Felsen sitzt. Dupré fertigte auch viele Porträtbüsten an.
1859 vollendete er in Florenz das große Grabdenkmal der Gräfin Ferrari Corbelli, über das in Meyers Konversations-Lexikon folgende Beurteilung steht.

„Architektur und Gesamtaufbau sind unharmonisch; an den allegorischen Figuren sind einzelne sorgfältige Naturstudien zu loben, die jedoch von der konventionellen Behandlung anderer Teile abstechen.“

In den Jahren 1860 bis 1865 führte er im Auftrag des Marchese Bichi-Ruspoli eine Pietà für den Camposanto della Misericordia di Siena aus, die als Höhepunkt feiner naturalistischer Durchbildung angesehen wurde.
Duprés umfangreichste Arbeit ist das Monument für Camillo Benso von Cavour in Turin, das 1872 enthüllt wurde. Zehn allegorische Kolossalfiguren umgeben das Postament, auf dem Cavour, Italia erhebend, steht. An den meist nackten allegorischen Figuren sind ernstes Naturstudium und Streben nach monumentaler Würde zu bemerken; nur stören auch hier einige Härten der Komposition und die unharmonische Verquickung von Realismus und Allegorie. Träumerische Melancholie, die hier und da in Starrheit des Ausdrucks übergeht, kennzeichnet die Mehrzahl seiner Werke; der Künstler hat vielfach die menschliche Figur zu sehr als allegorische Trägerin abstrakter philosophischer, politischer oder religiöser Ideen behandelt, anstatt die Aufgabe der Kunst in der Darstellung menschlicher Schönheit und menschlichen Charakters zu suchen.
Dupré führte auch zahlreiche Medaillen in Ton und Bronze aus, darunter 1873 eine von Rudolf Virchow, und war als Schriftsteller tätig (Memoiren Pensieri sull’arte e ricordi autobiografici).

## Familie
Am 7. Dezember 1836 heiratete Dupré Maria (geborene Mecocci; † um 1874). Die gemeinsame Tochter Amalia war seine Schülerin und Mitarbeiterin. Dupré starb nach kurzem Krankenlager und hinterließ mehrere unvollendete Werke, darunter eine Skulptur des Fra Beato Raimondo, die er für den Erzherzog Johann anfertigen sollte, und die eines San Francesco für Assisi. Amalia vollendete nach seinem Tod einige seiner Werke und kümmerte sich insbesondere um die Bewahrung seines Andenkens, unter anderem, indem sie sein Atelier in Florenz in ein Museum umwandelte.
- Amalia Dupré (1842–1928)[8]
- Giuseppina (Beppina) ⚭ mit Antonio Ciardi
  - Amalia Ciardi Dupré (1934–2024), wurde Bildhauerin[9]
- Luisina (Gigina) Dupré († um 1871 im Alter von 22 Jahren)
- Emilia Dupré (starb als kleines Kind)

## Werke (Auswahl)
- 1842: Abel (Ausführung in Marmor, Bronzeguss im Palazzo Pitti)
- 1844–1845: Kain (Palazzo Pitti)
- 1845: Giotto für die Großherzogin von Toskana
- 1864: Grabdenkmal der Gräfin Bertha Moltke-Ferrari-Corbelli (San Lorenzo, Florenz)
- Hautrelief Der Triumph des Kreuzes in der Kirche Santa Croce in Florenz. Historische Figuren aus allen Jahrhunderten des Christentums sind hier um den in der Mitte liegenden Genius der Menschheit gruppiert.
- 1863–1865: Pietà auf dem Kirchhof der Misericordia zu Siena
- 1866: Auferstandener Christus Siena
- Denkmal des Astronomen Massotti in Pisa
- 1882: Denkmal des Königs Victor Emanuel in Trapani auf Sizilien

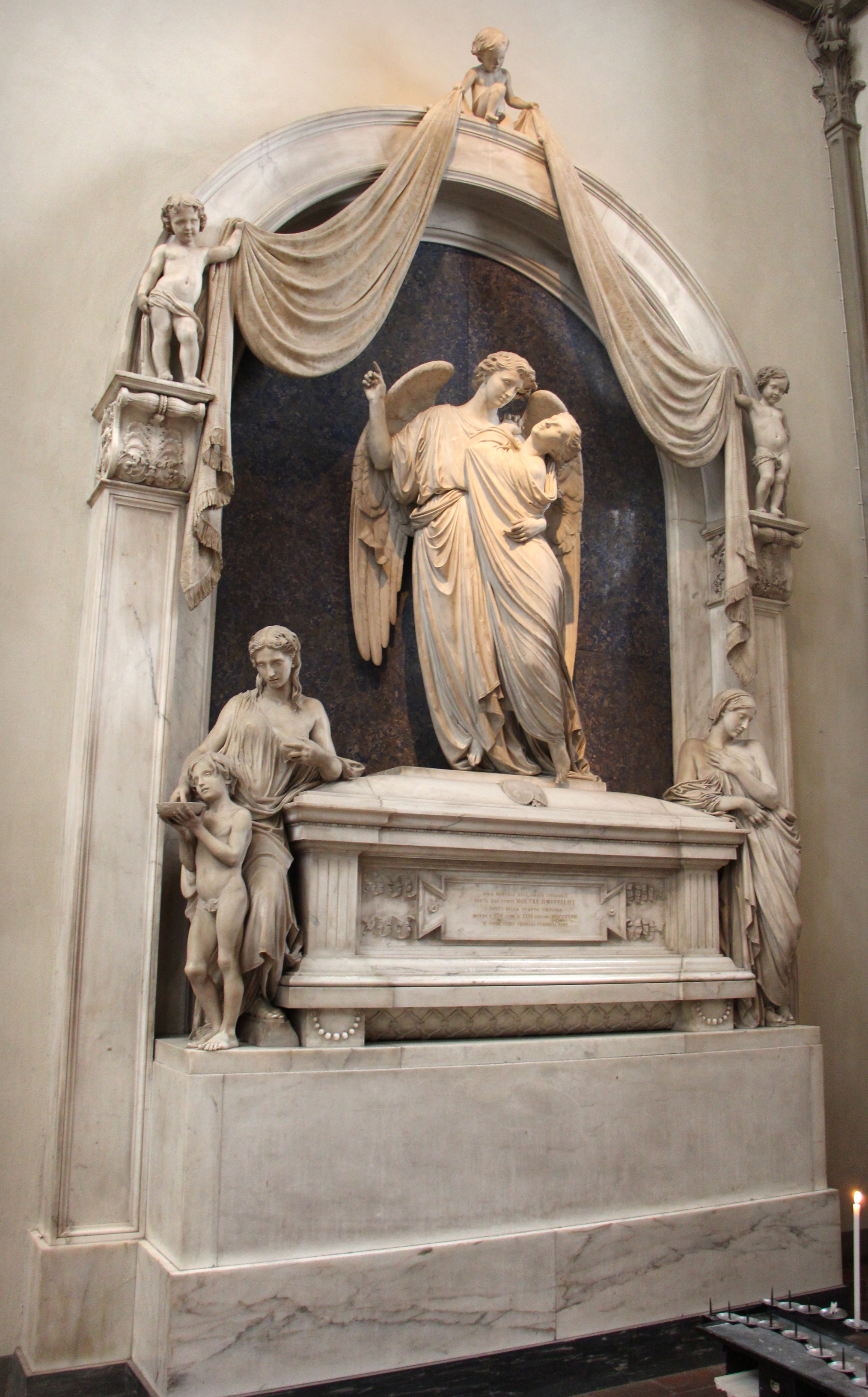
Grabdenkmal; Gräfin Bertha Moltke-Ferrari-Corbelli
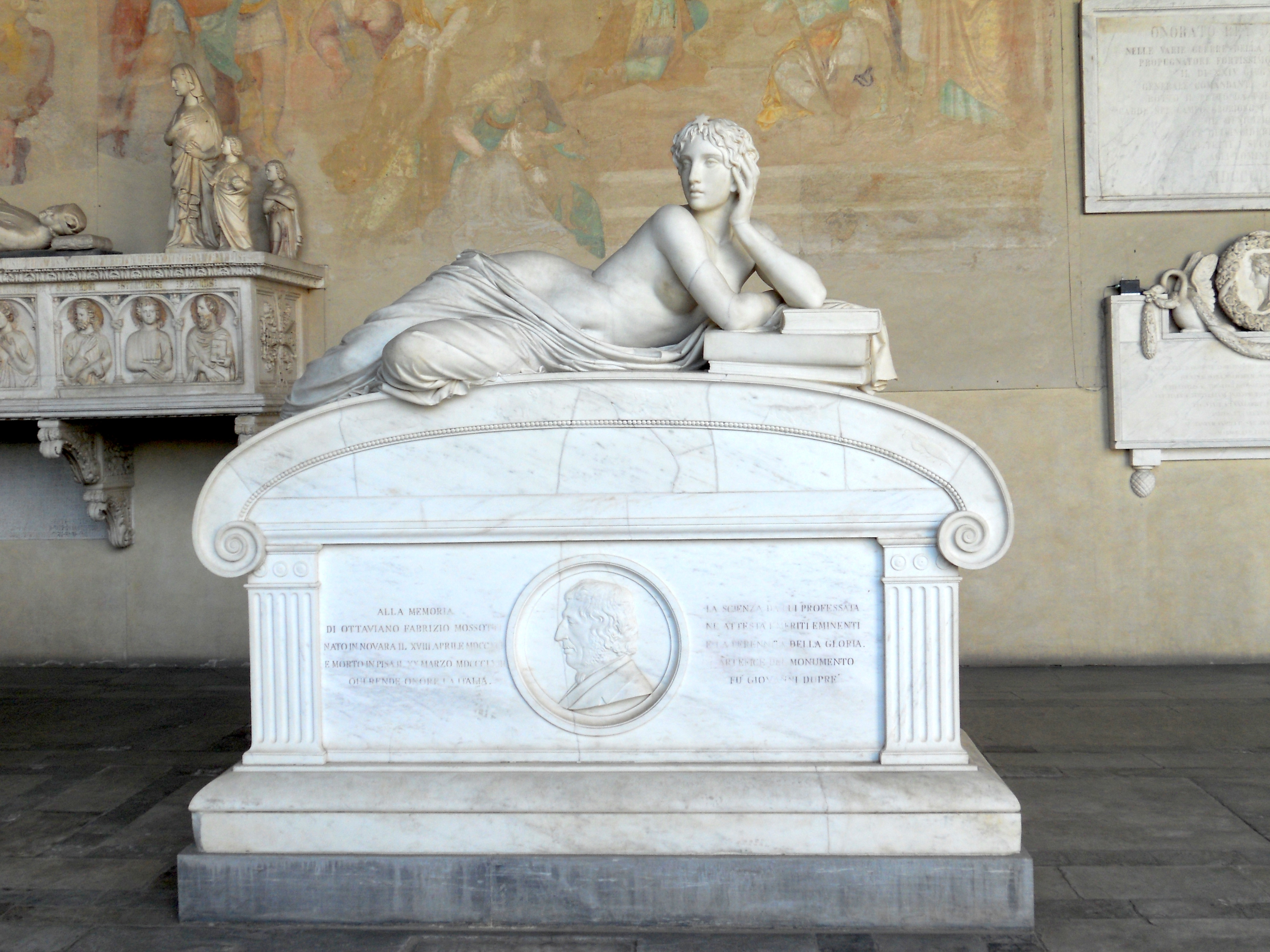
Grabdenkmal: Ottaviano Fabrizio Mossotti
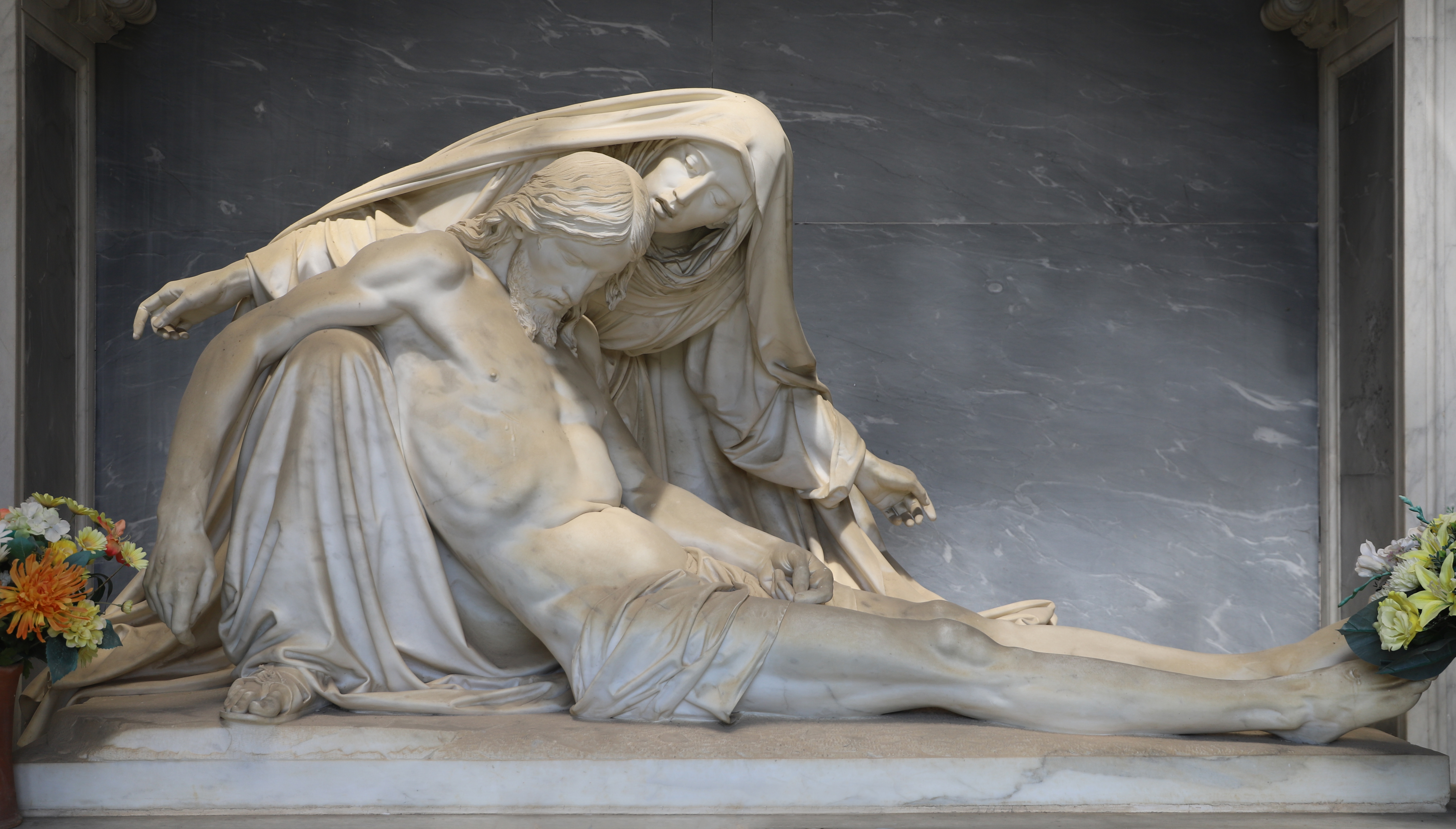
Pietà: Marchese Bichi-Ruspoli

## Ehrungen (Auswahl)
- 1855: Goldene Medaille 1. Klasse für Abel ausgestellt bei der Weltausstellung in Paris
- 1867: Große Ehrenmedaille (Kreuz der Ehrenlegion) auf der Weltausstellung in Paris
- 1868: Orden der Krone Italiens[10]
- 1869: Aufnahme als auswärtiges Mitglied in die Académie des Beaux-Arts in Paris
- Ritter des Ordens des heiligen Joseph